# 大刀洗パーキングエリア
大刀洗パーキングエリア（たちあらいパーキングエリア）は、福岡県三井郡大刀洗町大字甲条にある大分自動車道下り線（日出JCT方面）のパーキングエリアである。
バス停留所（大刀洗BS）を併設している。上り線（鳥栖JCT方面）には、バス停留所のみが設置されている。

## 道路
- E34 大分自動車道

## 歴史
- 1987年（昭和62年）2月5日 : 鳥栖JCT - 朝倉IC開通と共に供用開始。
- 2006年（平成18年）7月25日 : 災害対応型自動販売機を設置。

## 施設

### 下り線（大分方面）
- 駐車場
  - 大型 12台
  - 小型 30台
- トイレ
  - 男性 大7（和式1・洋式6）・小8
  - 女性 10（和式1・洋式9）
  - 車椅子用 1
- 自動販売機（災害対応型自動販売機）
- バス停留所

## 大刀洗バスストップ
大刀洗バスストップ（たちあらいバスストップ）は、福岡県三井郡大刀洗町大字甲条の大分自動車道にあるバス停留所である。上り線（鳥栖JCT方面）は単独で設置、下り線（大分米良IC方面）は大刀洗パーキングエリアに併設されている。バス事業者間では、高速大刀洗（こうそくたちあらい）という名称が使われており、一般的にはこの通称名で呼ばれている。「ひた号」のみが停車し、大分自動車道を経由する「とよのくに号」・「ゆふいん号」・「サンライト号」は高速（各停）便も停車しない。
| 路線愛称 | 運行会社            | 下り線側（大分）方面                         | 上り線側（鳥栖）方面                                                    |
| -------- | ------------------- | -------------------------------------------- | ----------------------------------------------------------------------- |
| ひた号   | 西日本鉄道 日田バス | 高速甘木 → 杷木 → 日田（日田BT・日田営業所） | 高速小郡大板井 → 高速基山 → 福岡空港国内線 → 福岡（博多BT・天神高速BT） |

## 隣
E34 大分自動車道
(1)筑後小郡IC - 大刀洗PA（上り線のみ） - (2)甘木IC